# زالزالک زرد
زالزالک زرد یا کیالک (نام علمی: Crataegus azarolus)، (به انگلیسی: azarole یا azerole یا Mediterranean medlar)، گونه‌ای زالزالک است که در ایران، سوریه، فلسطین، لبنان، عراق، آناتولی، ترکمنستان و تالش می‌روید.
این گونه دارای چهار واریته است:
- C. azarolus var. azarolus با میوه نارنجی.
- C. azarolus var. aronia L., با میوه‌های زرد یا قرمز.
- C. azarolus var. chlorocarpa (Moris) K.I.Chr. با میوه‌های زرد.
- C. azarolus var. pontica (K.Koch) K.I.Chr.

این درخت در ایران در استان‌های خراسان شمالی مازندران، گیلان، کرمانشاه، ایلام، لرستان، اراک، همدان، فارس، کرمان، چهارمحال و بختیاری، کرمان، کهگیلویه و بویراحمد و تهران می‌روید.

## ویژگی‌ها
درختی تا ارتفاع ۲–۷ متر با شاخه‌های جوانی که کرک‌های نمدی دارد و شاخه‌های در حالت مسن‌تر بدون کرک، خاکستری-قهوه‌ای هستند. خارهایی به طول کم‌وبیش ۱ سانتی‌متر دارد. برگ‌های آن بادبزنی-واژ تخم‌مرغی، غالباً کوچک، به طول ۲–۴ سانتی‌متر و عرض ۱٫۵–۳٫۵ سانتی‌متر دارد. دمبرگ‌های آن مشخصا از پهنک کوتاهتر است.

## نگارخانه

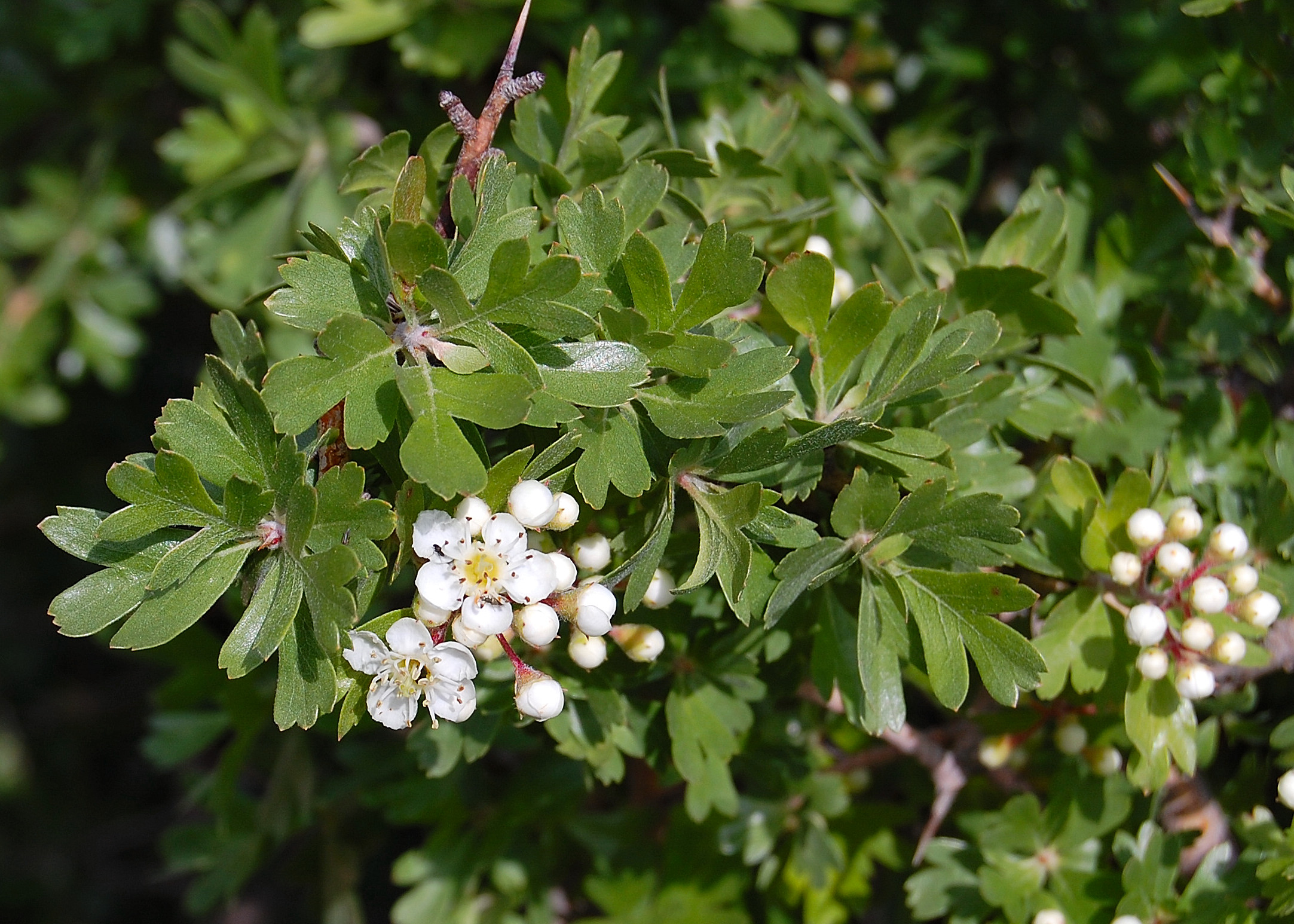
شکوفه زالزالک
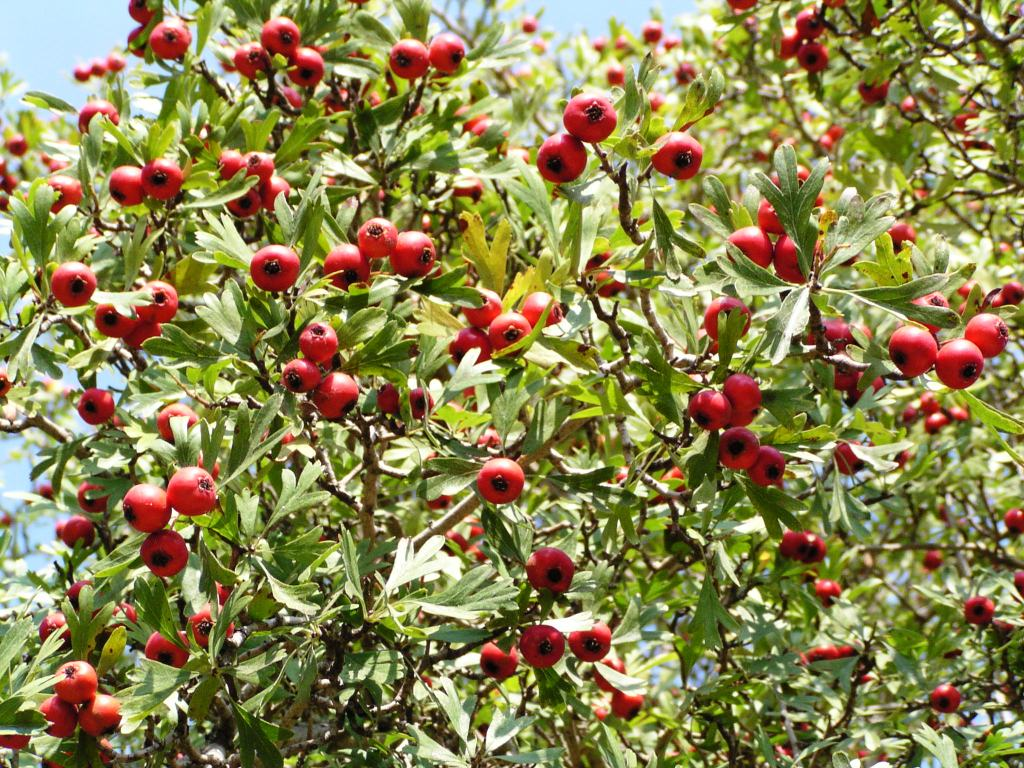
زالزالک تازه
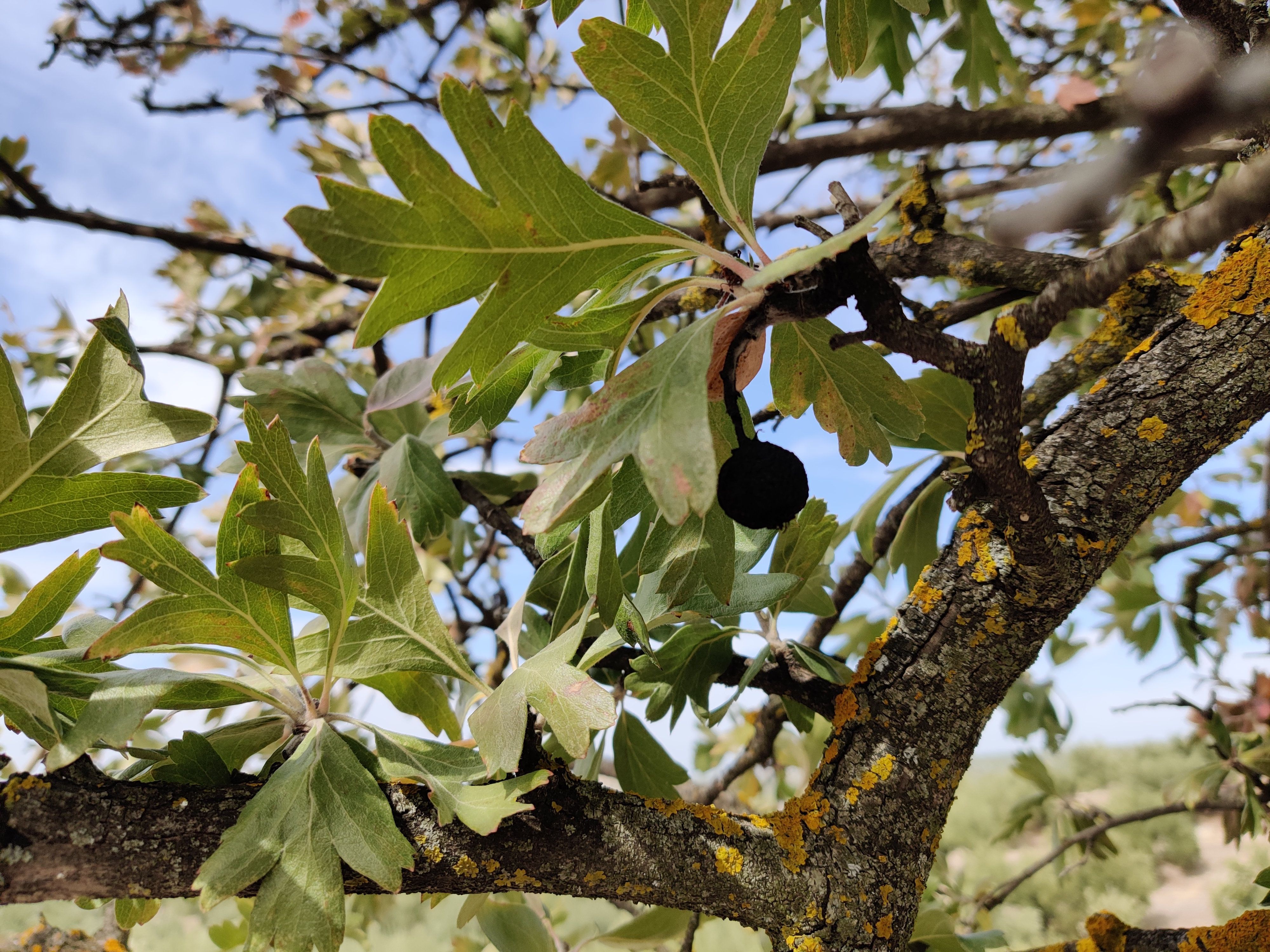
زالزالک خشک شده
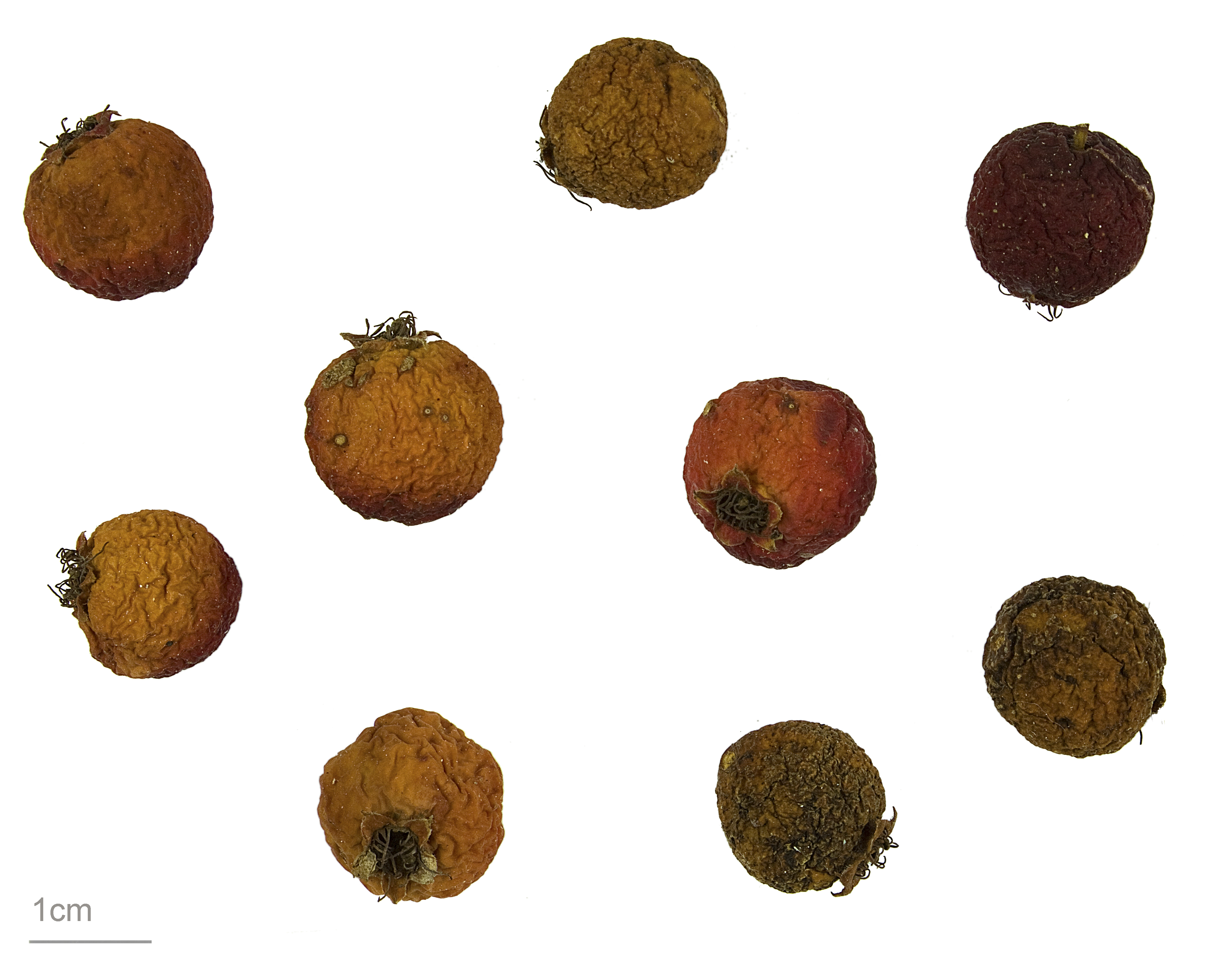
انواع مختلف میوه زالزالک
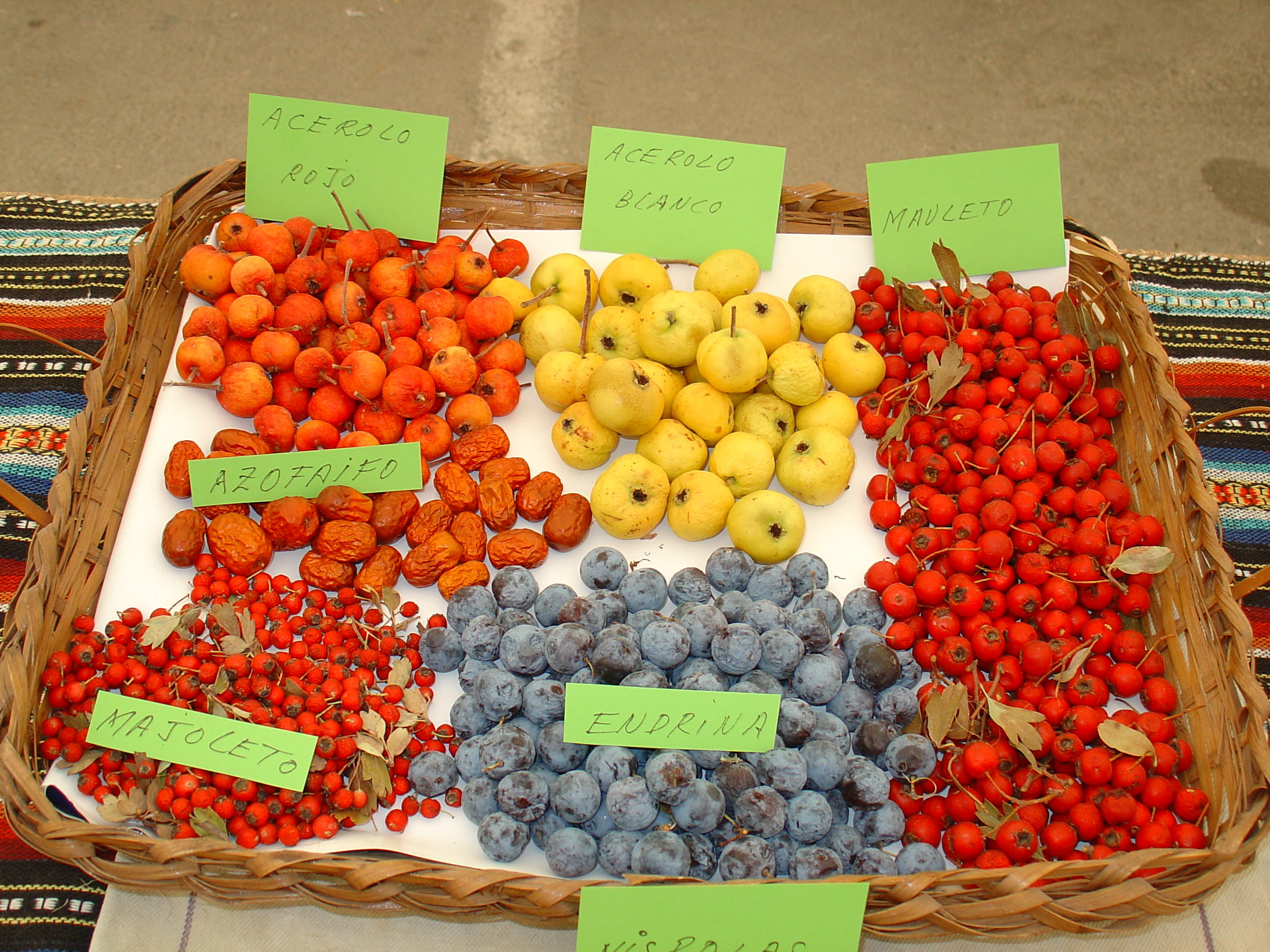
فروش زالزالک